# Oxygaster
Oxygaster is een geslacht van straalvinnige vissen uit de familie van karpers (Cyprinidae).

## Soorten
- Oxygaster anomalura Van Hasselt, 1823
- Oxygaster pointoni (Fowler, 1934)